# ギュスターヴ・ヴァネーズ
ギュスターヴ・ヴァネーズ（Gustave Vanaise、1854年10月24日 - 1902年7月20日）はベルギーの画家である。名前はオランダ語風に Gustaaf と綴られることがあり、姓も Van Aisとされることもある。主に人物画を描いた。

## 略歴
ヘントに生まれた。幼いころからヘントの美術学校で学び、父親はパン屋の商売を継がせて、パティシエにさせる事を望んでいたが、画家の道に進んだ。美術学校では歴史画や人物画の画家、カンネール(Théodore-Joseph Canneel)に学び、その後ブリュッセルでも学び、彫刻家のジェフ・ランボー(Jef Lambeaux:1852-1908)や、画家のカール・ムニエ(Karl Meunier：1864-1894)やダリオ・デ・レゴヨス(1857-1913)といった前衛的な画家と知り合った。1883年にブリュッセルで創立された美術団体「20人展」の創立メンバーに招かれ、メンバーとなったが、1886年には退会した。
1887年に仲間の画家、ジュール・ランボー(Jules Lambeaux: 1858-1890)とスペインを旅して修行した。
ヘントやブリュッセルの金持ちの肖像画や歴史画を描いた。フランドル絵画の伝統に新しい感覚を加えた作品を描いたと評された。
47歳でサン＝ジルで亡くなった。

## 作品

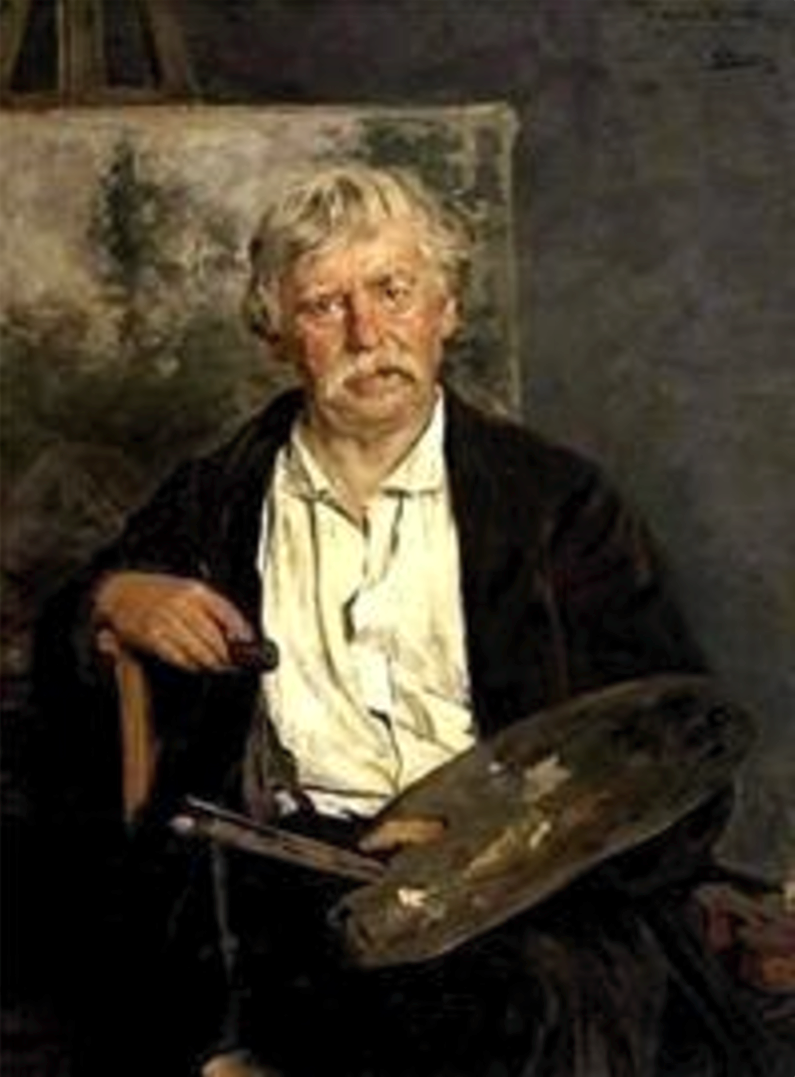
César de Cock（画家）の肖像画(1850年代)
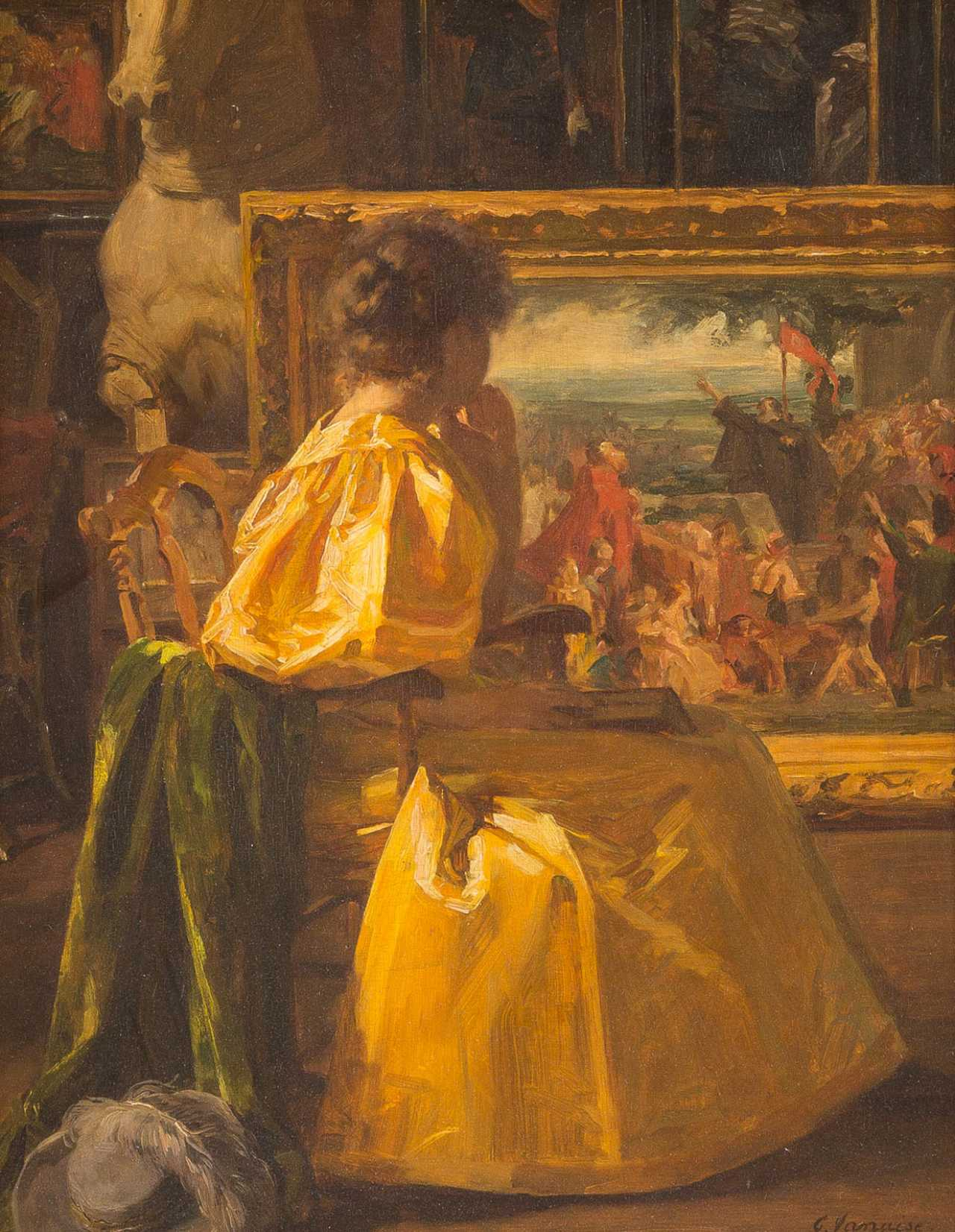
スタジオの訪問者
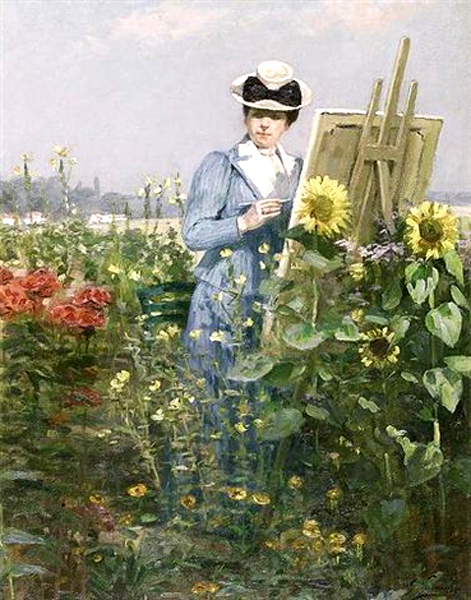
戸外で絵を描く画家
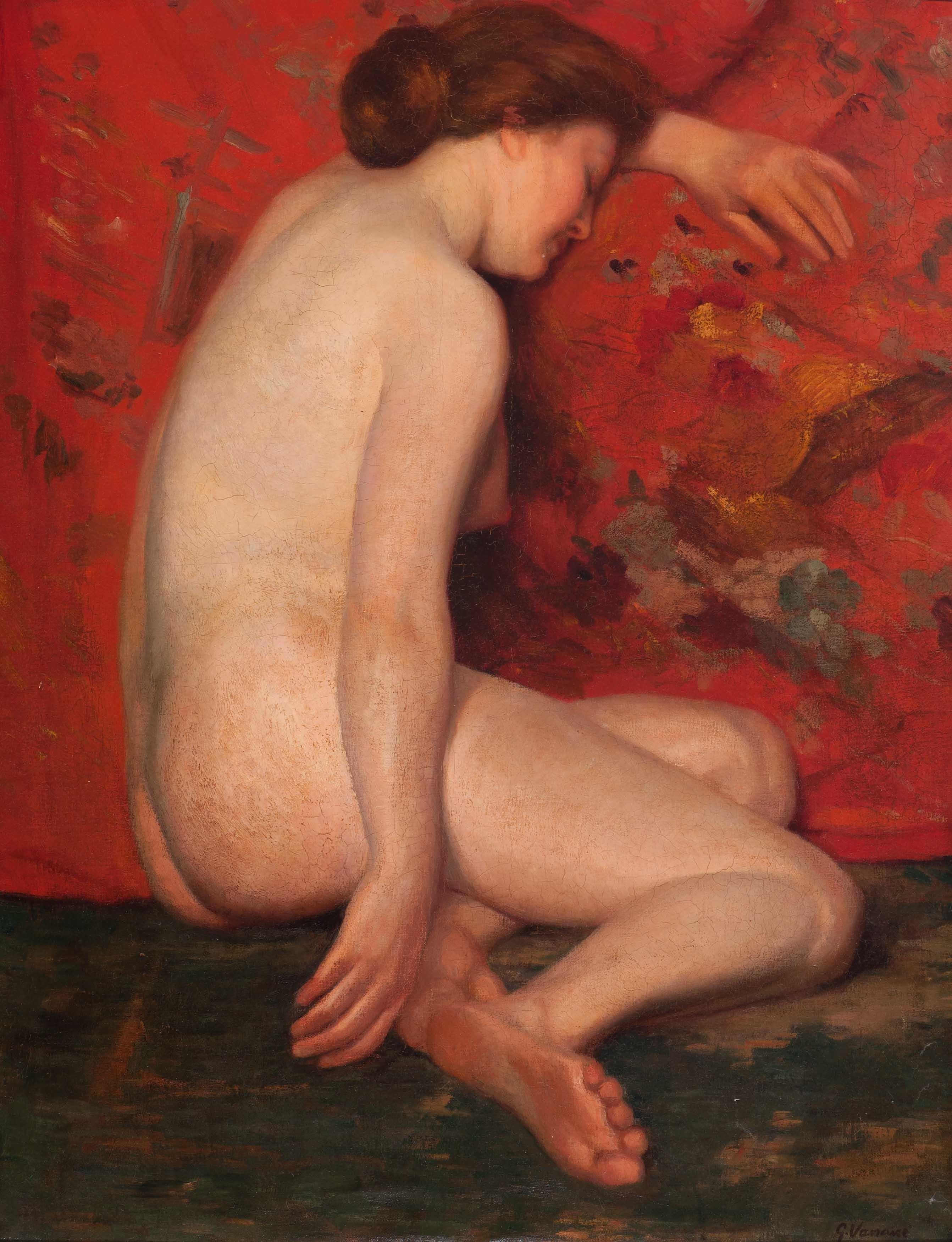
座っているヌード

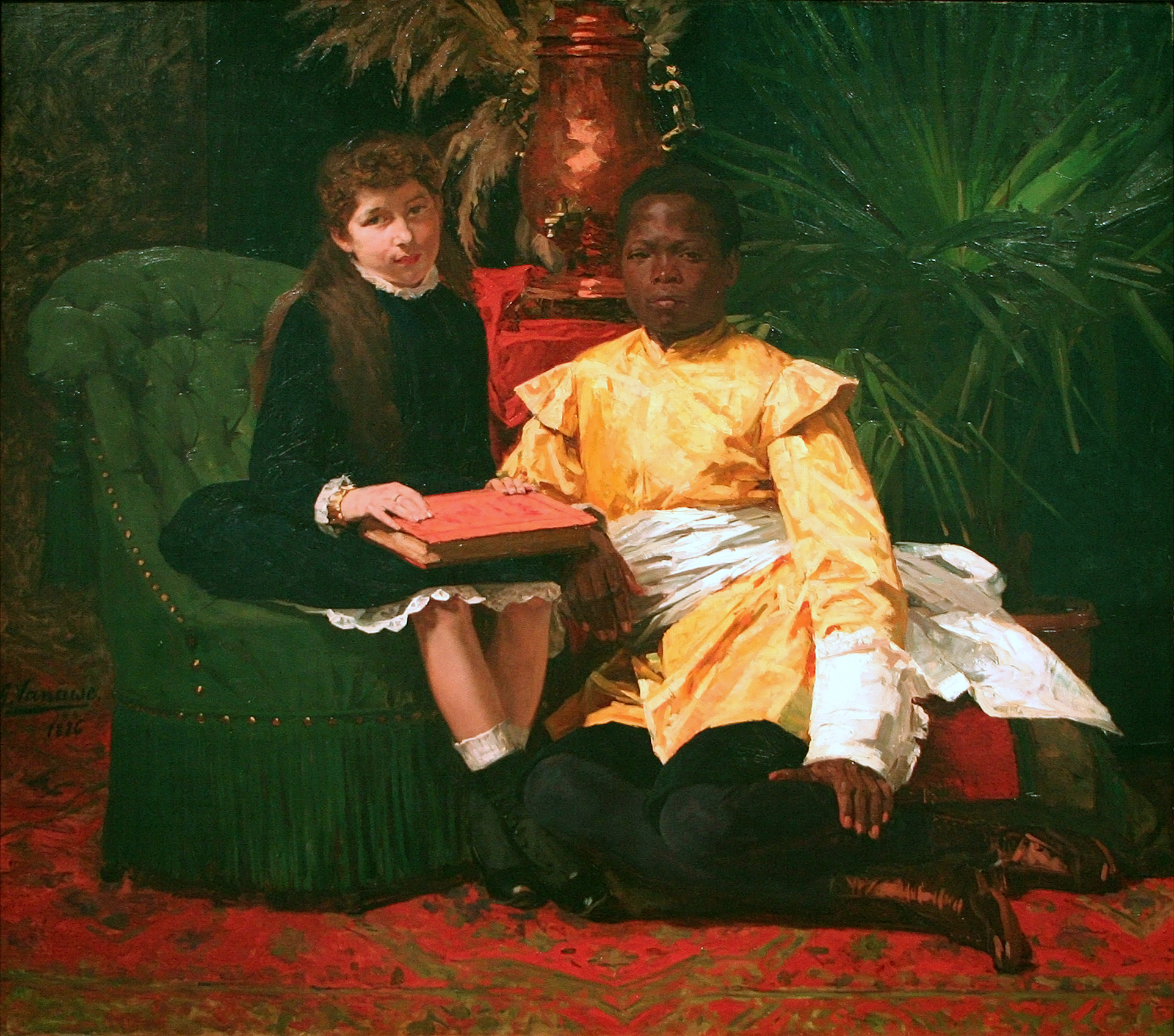
ベルギーの学校に通ったコンゴ人、サカラ(sakala)を描いた作品
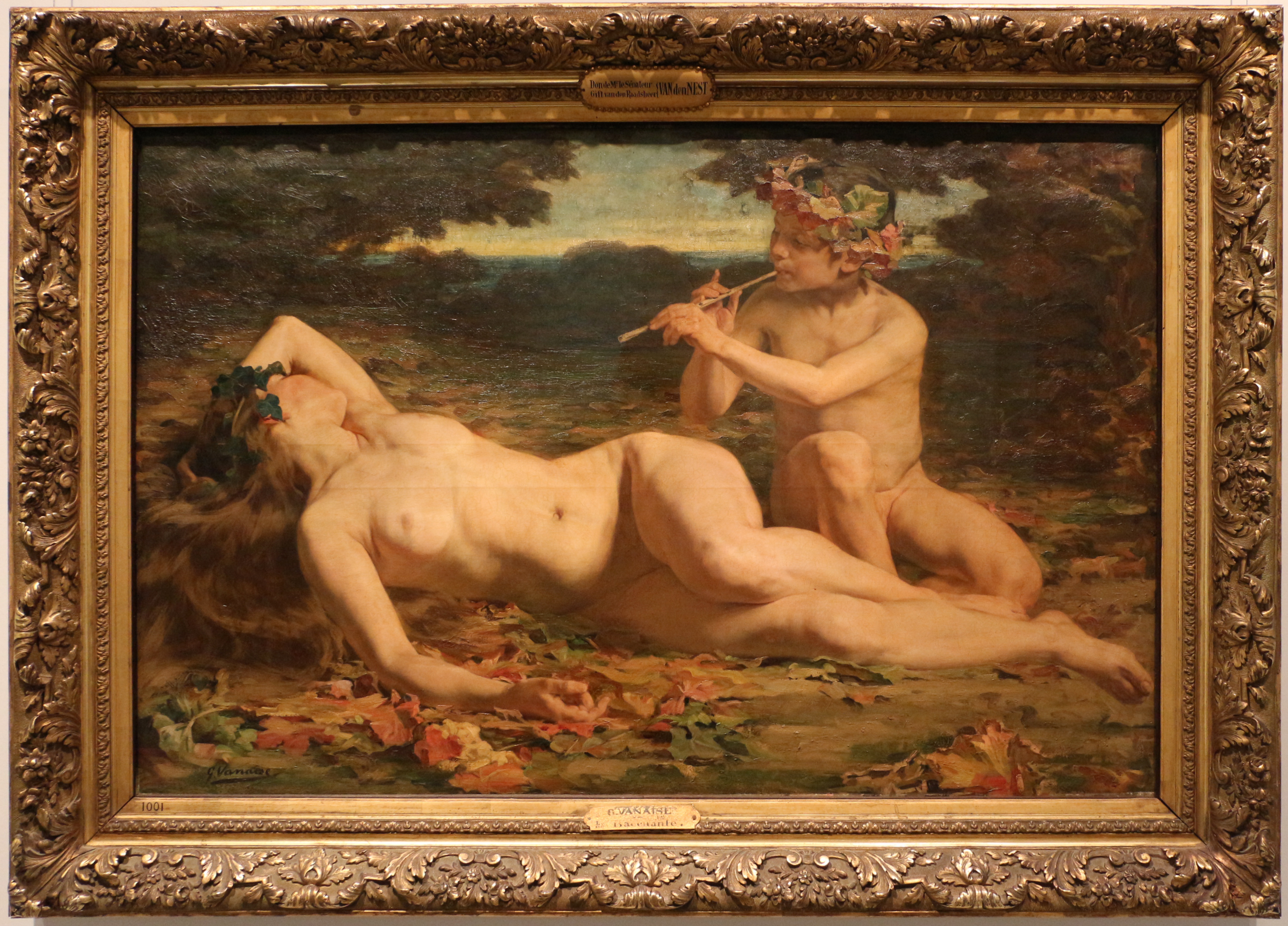
「バッカンテ」
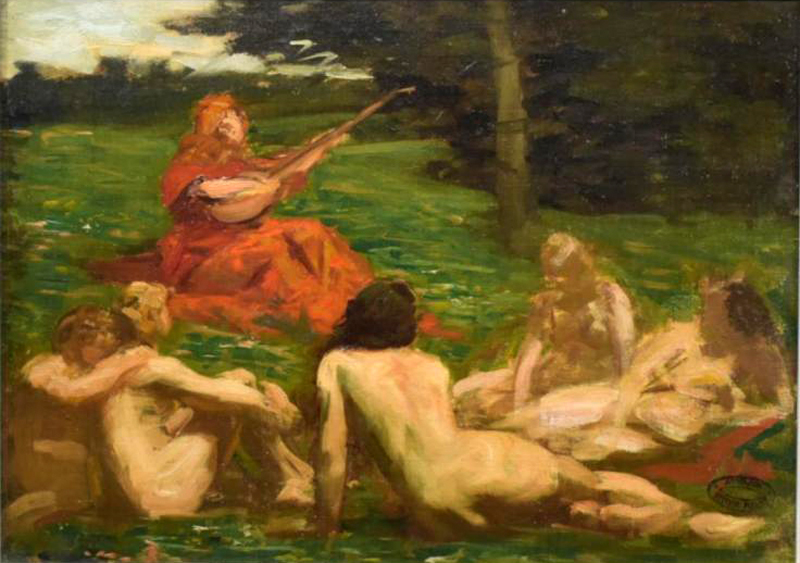
"The muse"
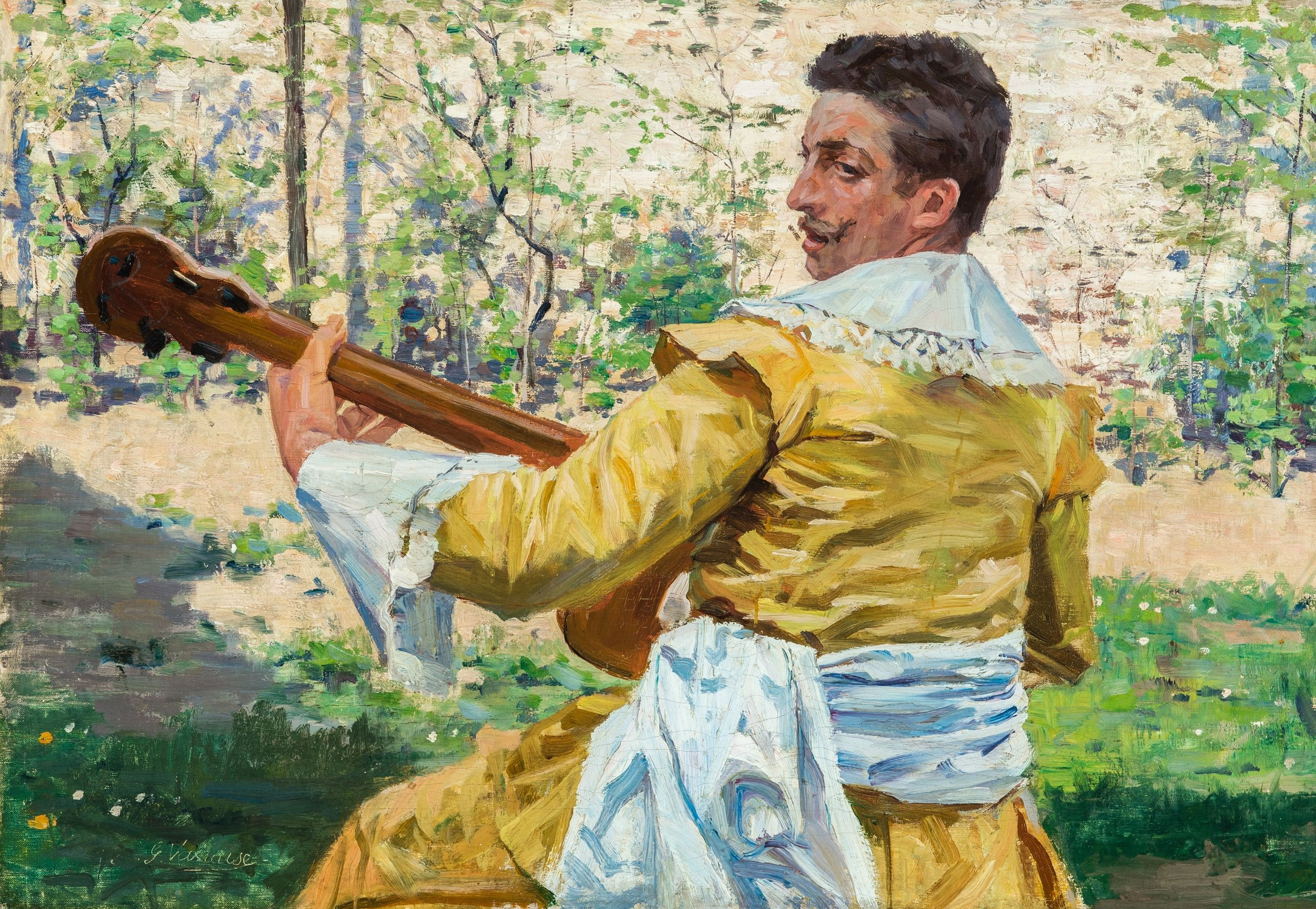
ギター奏者